# Erdelj
Erdelj falu Horvátországban, Károlyváros megyében. Közigazgatásilag Generalski Stolhoz tartozik.

## Fekvése
Károlyvárostól 20 km-re délnyugatra, községközpontjától 5 km-re északra a Dobra jobb partján a dombok közt szétszórtan fekszik.

## Története
A településnek 1857-ben 686, 1910-ben 684 lakosa volt. Trianon előtt Modrus-Fiume vármegye Ogulini járásához tartozott. 2011-ben 367 lakosa volt.

## Lakosság
| Lakosság változása | Lakosság változása | Lakosság változása | Lakosság változása | Lakosság változása | Lakosság változása | Lakosság változása | Lakosság változása | Lakosság változása | Lakosság változása | Lakosság változása | Lakosság változása | Lakosság változása | Lakosság változása | Lakosság változása | Lakosság változása |
| ------------------ | ------------------ | ------------------ | ------------------ | ------------------ | ------------------ | ------------------ | ------------------ | ------------------ | ------------------ | ------------------ | ------------------ | ------------------ | ------------------ | ------------------ | ------------------ |
| 1857               | 1869               | 1880               | 1890               | 1900               | 1910               | 1921               | 1931               | 1948               | 1953               | 1961               | 1971               | 1981               | 1991               | 2001               | 2011               |
| 686                | 1262               | 1252               | 697                | 670                | 684                | 612                | 751                | 773                | 780                | 835                | 810                | 696                | 556                | 476                | 367                |

## Nevezetességei
- Szent Mihály arkangyal tiszteletére szentelt temploma.[4] A településen kissé kiemelkedő helyen elhelyezkedő barokk, kisméretű szakrális épület egyszerű külső kialakítású, négyszögletes hajóval, háromoldalú szentéllyel és az oromzaton álló, két harang számára épített harangdúccal. Az épület a 18. század közepén épült az egyszerű, középkori templomok hagyományaira támaszkodva. A Szent Mihály főoltár a késő reneszánsz stílus 17. századi oltártípusa. A templom a generalski stoli plébániatemplom 1829-es építéséig plébániatemplom volt.
- Védett műemlék a Dobra folyón átívelő kőhíd,[5] mely a települést a túlparti Skukanival köti össze. A Dobra folyón átívelő híd a Karolina és Jozefina utakat összekötő úton található. Kőből épült, négy, ritmikus, félköríves, azonos fesztávú ível. Az alacsony mellvédjét egy egyszerű profilozott párkány választja el a híd elülső falától, melyet a más fajta építési mód és kőfajta különböztet meg. A hidat 1885-ben építették, majd a második világháború kisebb pusztítása után 1946-ban újjáépítették. Szép példája a 19. század második felének kőhídépítésének, megőrizve azok szerkezeti és tervezési jellemzőit.